# Илгиза Гилманова
Илгиза Исмагиловна Гилманова (на руски: Ильгиза Гильманова) е башкирска и руска театрална и филмова актриса.
Илгиза Гилманова е родена в град Уфа, столицата на Башкирия, на 13 юни 1983. Кариерата ѝ протича в Националния младежки театър на Република Башкортостан „Мустай Карим“ (2006 – 2017) и Башкирския драматичен театър „Мустай Карим“, и Башкирския академичен драматичен театър „Мажит Гафури“ (от 2017). През 2004 г. завършва Уфимския държавен институт по изкуствата „Загир Исмагилов“.
Филмовият дебют на Илгиза Гилманова се състои през 2019 г.

## Награди
- „Най-добра актриса“ VII международен фестивал на тюркоезичните театри „Туганлик“ на името на Народната артистка на СССР Гюли Мубарякова за ролята на Зулейха в пиесата „Зулейха отваря очи“ (2019).[3]
- Почетна грамота „За голям принос в развитието на културата“, Министерството на културата на Република Татарстан (2021).[4]
- Заслужил артист на Башкортостан, Министерството на културата на Република Татарстан (2021).[5]

## Роли в театъра
| Роли в театъра          | Роли в театъра  |
| Заглавия                | Роля            |
| ----------------------- | --------------- |
| Затемнение              | Зубаржат        |
| Черноликие              | Гали            |
| Зулейха откривает глаза | Зулейха Валиева |
| Mouse Story             | Фружи           |
| На Кисельном берегу     | В масовките     |
| Буратино                | Буратино        |
| Белое облако Чингисхана | Догуланг        |
| И ещё раз про любви…    | Сария           |
| Рас-сказы               | Люба            |
| Прометей                | Хера            |
| Гульбулстан             | В масовките     |
| Похищение девушки       | В масовките     |
| Урал Батыр              | Лебедь          |
| Мастер и подьмастере    | Шангуль         |
| Амеля                   | Ученица         |
| Красньй Паша            | Хадиса          |

## Филмография
| Филмография | Филмография              |
| Заглавия    | Роля                     |
| ----------- | ------------------------ |
| Карусель    | Айгюл                    |
| Сестрёнка   | Камбика, майката на Ямил |